# Thulani Serero
Thulani Serero (* 11. April 1990 in Soweto) ist ein südafrikanischer Fußballspieler.

## Karriere

### Verein
Serero, geboren in der damals eigenständigen Stadt Soweto vor den Toren Johannesburgs, spielte als Jugendlicher bei den Senane Gunners und erhielt seine fußballerische Ausbildung in seiner Heimat an den Sportakademien von SuperSport United in Pretoria und Ajax Cape Town in Kapstadt. Seit 2008 spielte er in der ersten Mannschaft von Ajax in der Premier Soccer League. 2009 wählte ihn die South African Football Association zum U-20-Spieler des Jahres. Nach der Saison 2009/10 wurde er im Verein zum Rookie of the Year ernannt. Mit Ajax Cape Town wurde der 1,72 Meter große offensive Mittelfeldspieler 2011 Zweiter der südafrikanischen und erzielte dabei zehn Tore. In drei Spielzeiten kam er insgesamt zu 16 Torerfolgen in 63 Ligaspielen. Zur Saison 2011/12 unterzeichnete er einen Vierjahresvertrag beim niederländischen Rekordmeister aus Amsterdam.

### Nationalmannschaft
Serero spielte 15-mal in der U-17- und 14-mal in der U-20-Auswahl Südafrikas, mit der er 2009 an der Junioren-Weltmeisterschaft in Ägypten teilnahm. In der Saison 2010/11 gehörte er dem Kader der U-23-Auswahl an. In der zweiten Saisonhälfte stand er mehrmals im Kader der A-Nationalmannschaft, in der er am 9. Februar 2011 sein Debüt gegeben hatte. Beim 2:0-Sieg in einem Freundschaftsspiel gegen Kenia hatte ihn Trainer Pitso Mosimane in der 71. Minute für Bernard Parker eingewechselt.

## Erfolge
Al-Jazira Club
- Meister der Vereinigten Arabischen Emirate: 2020/21
- UAE Arabian Gulf Super Cup: 2021